# 2943 Heinrich
2943 Heinrich (1933 QU) là một tiểu hành tinh vành đai chính được phát hiện ngày 25 tháng 8 năm 1933 bởi Reinmuth, K. ở Heidelberg.